# Tylopharynx foetidus
Tylopharynx foetidus är en rundmaskart. Tylopharynx foetidus ingår i släktet Tylopharynx och familjen Diplogasteridae. Arten är reproducerande i Sverige. Inga underarter finns listade i Catalogue of Life.